# Amusodes andeanum
Amusodes andeanum är en insektsart som beskrevs av Morgan Hebard 1928. Amusodes andeanum ingår i släktet Amusodes och familjen syrsor. Inga underarter finns listade i Catalogue of Life.